# 전개 가능 곡면

원통이 전개 가능 곡면의 한 예이다.

전개 가능 곡면(展開可能曲面, 영어: developable surface)은 가우스 곡률이 0인 곡면이다. 쉽게 말하면, 자체의 신축성이 전혀 없는 평면을 휘고, 접고, 자르고, 이어 붙여서 만들 수 있는 곡면이다. 바꿔 말하면, 전개 가능 곡면을 잘라서 전개도를 만들 수 있다. 이와 반대로, 가우스의 빼어난 정리에 의해 구면은 어디를 잘라도 평면으로 펼칠 수 없으므로 전개 가능 곡면이 아니다.